# Normalsegelapparat
Le Lilienthal Normalsegelapparat (en allemand : Normal soaring apparatus) est un planeur conçu par Otto Lilienthal en Allemagne à la fin du XIXe siècle. Il est considéré comme le premier avion à être produit en série, des exemplaires ont été fabriqués entre 1893 et 1896.
On sait que neuf exemplaires ont été vendus, parmi les acheteurs se trouvaient Nikolaï Joukovski et William Randolph Hearst. Trois « normal gliders » originaux sont conservés dans des musées à Londres, Moscou et Washington, et un fragment de l'un d'eux est conservé à Munich. Un planeur similaire, le Sturmflügelapparat (« storm wing apparatus ») est conservé au musée des techniques de Vienne.
Les vols d'Otto Lilienthal avec ce planeur parcouraient généralement une distance de 250 mètres en partant du haut du monticule de lancement qu'il avait construit. Un cadre en arc ou « Prellbügel » était utilisé pour réduire l'impact en cas de collision. Plus tard, le Normalsegelapparat est développé en biplan.

Markus Raffel, du Centre aérospatial allemand (DLR), pilote une réplique authentique du Normalsegelapparat sur la côte californienne en 2019.

Une réplique authentique du Normalsegelapparat fabriquée par le musée Otto-Lilienthal est étudiée par le Centre aérospatial allemand lors d'essais en soufflerie et en vol. Les résultats prouvent que le planeur était stable en tangage et en roulis et pouvait voler en toute sécurité à des altitudes modérées,.

## Spécifications (typiques)

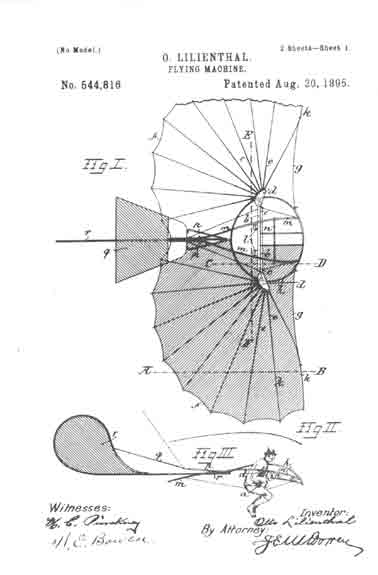
Brevet américain : Lilienthal flying machine

### Caractéristiques générales[4]
- Équipage : Une personne

- Longueur : 5,30 m (17 ft 5 in)

- Envergure : 6,70 m (22 ft 0 in)

- Surface de l'aile : 13,6 m2

- Poids à vide : 20 kg (44 lb)

### Performances
- Finesse maximale : 4[5]